# 中川警察署
中川警察署（なかがわけいさつしょ）は、愛知県警察が管轄する警察署の一つである。大規模警察署であり、署長は警視正。

## 所在地
- 愛知県名古屋市中川区篠原橋通1丁目4番地[WEB 1]

## 管轄区域
- 名古屋市中川区（愛知県港警察署の管轄区域を除く。）

## 沿革
1937年（昭和12年）の中川区成立に伴い、翌年10月28日に熱田警察署および笹島警察署の各管轄区域の割譲を受け、中川警察署として設立された。この庁舎は名古屋大空襲により、5月17日に一部の建物を残し全焼してしまったため、10月20日に同地において仮庁舎として復旧した。
戦後は制度改革により、名古屋市警察が発足。名古屋市中川警察署に改組されたが、1955年（昭和30年）7月1日に愛知県警察が名古屋市警察を統合したことにより愛知県中川警察署となった。同年10月1日には中川区に海部郡富田町が編入されたことに伴い、同町を管轄していた蟹江警察署より派出所1か所、駐在所5か所とともに管轄区域の割譲を受けることとなった。
1957年（昭和32年）5月13日には鉄筋コンクリート2階建ての庁舎を、1968年（昭和43年）3月8日には鉄筋3階建ての分庁舎を建設したが、これらも老朽化および狭隘化により、1984年（昭和59年）11月12日、鉄筋コンクリート造6階建ての庁舎を新築している。庁舎は1937年（昭和12年）の新設以来、移転を伴った新築を行っていない。

## 組織
- 警務課
  - 警務係
  - 住民サービス係
  - 留置管理係
- 会計課
  - 会計係
- 生活安全課
  - 生活安全(第一係・第二係)
  - 少年係
  - 保安係
- 地域課
  - 地域総務係
  - 地域(第一係～第三係)
  - 特別警戒隊
- 刑事課
  - 刑事総務係
  - 強行(第一係・第二係)
  - 盗犯(第一係・第二係)
  - 鑑識係
  - 知能係
  - 暴力薬物係
- 交通課
  - 交通総務係
  - 交通規制係
  - 指導取締係
  - 事故捜査係
- 警備課
  - 警備係
  - 外事係

## 交番
（ ）の中は所在地
- 八熊交番（尾頭橋3丁目14番14号）[WEB 1]
- 八幡交番（八熊通６丁目70番地）[WEB 1]
- 昭和橋交番（福船町5丁目1番地）[WEB 1]
- 中島交番（中島新町2丁目1201番地）[WEB 1]
- 下之一色交番（下之一色町字波花134番地）[WEB 1]
- 豊治交番（かの里3丁目601番地）[WEB 1]
- 戸春橋交番（戸田1丁目320番地）[WEB 1]
- 富田交番（島井町115番地）[WEB 1]
- 伏屋交番（助光2丁目701番地）[WEB 1]
- 野田交番（野田2丁目377番地）[WEB 1]
- 常磐交番（長良町3丁目49番地）[WEB 1]
- 篠原交番（太平通4丁目30番地）[WEB 1]
- 荒子交番（中郷3丁目3番地）[WEB 1]

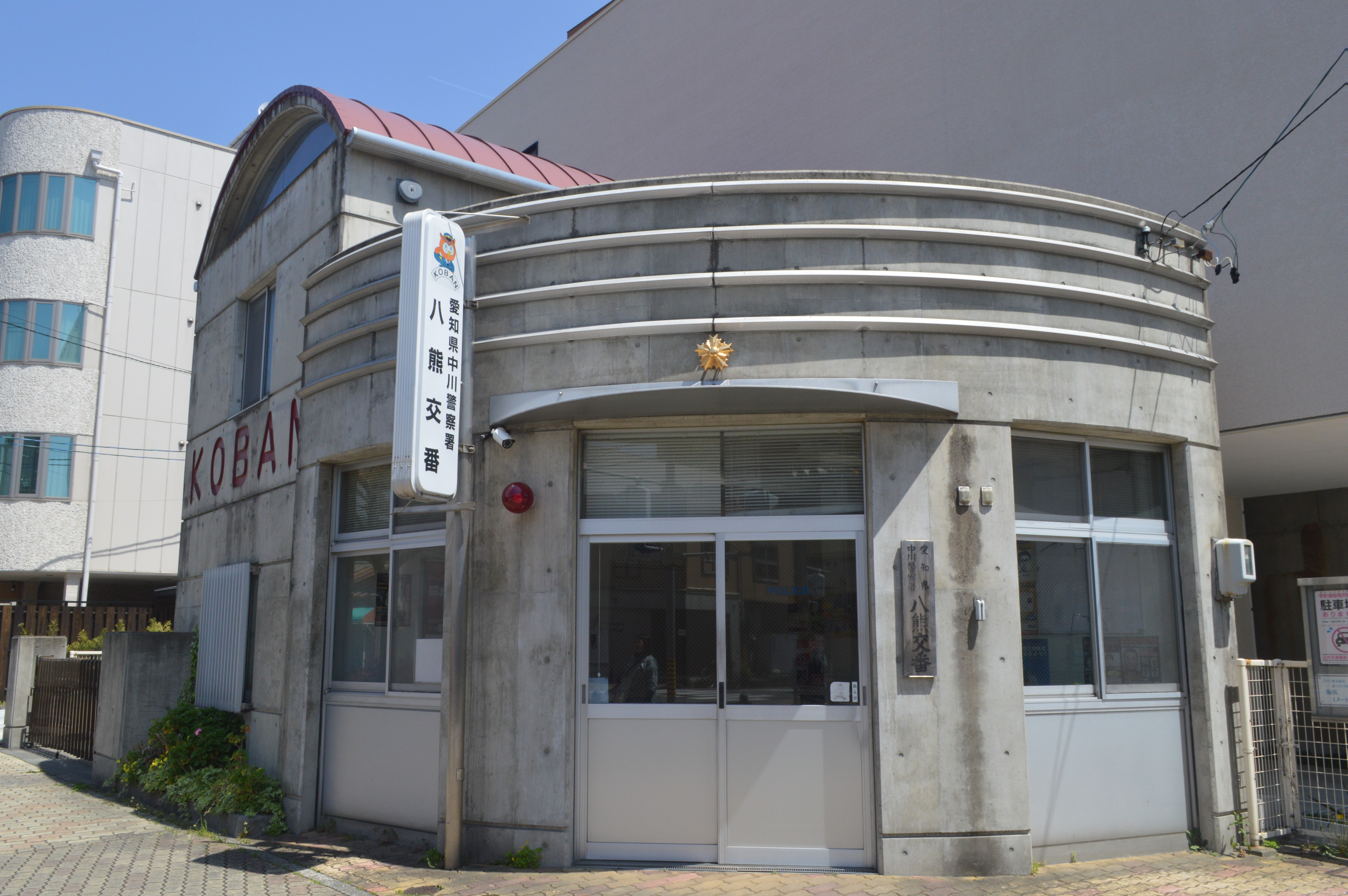
八熊交番（2019年4月）
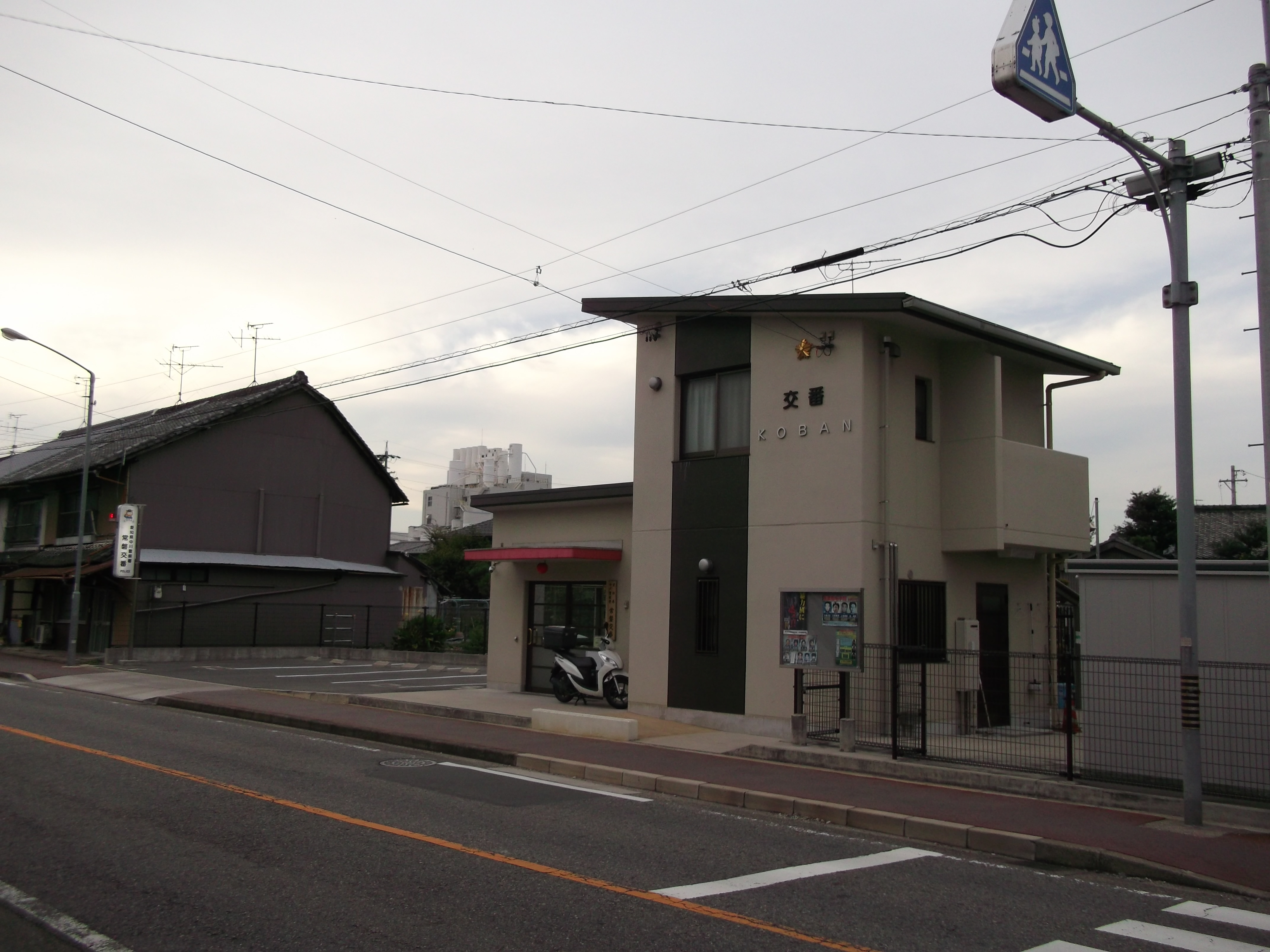
常磐交番（2014年10月）
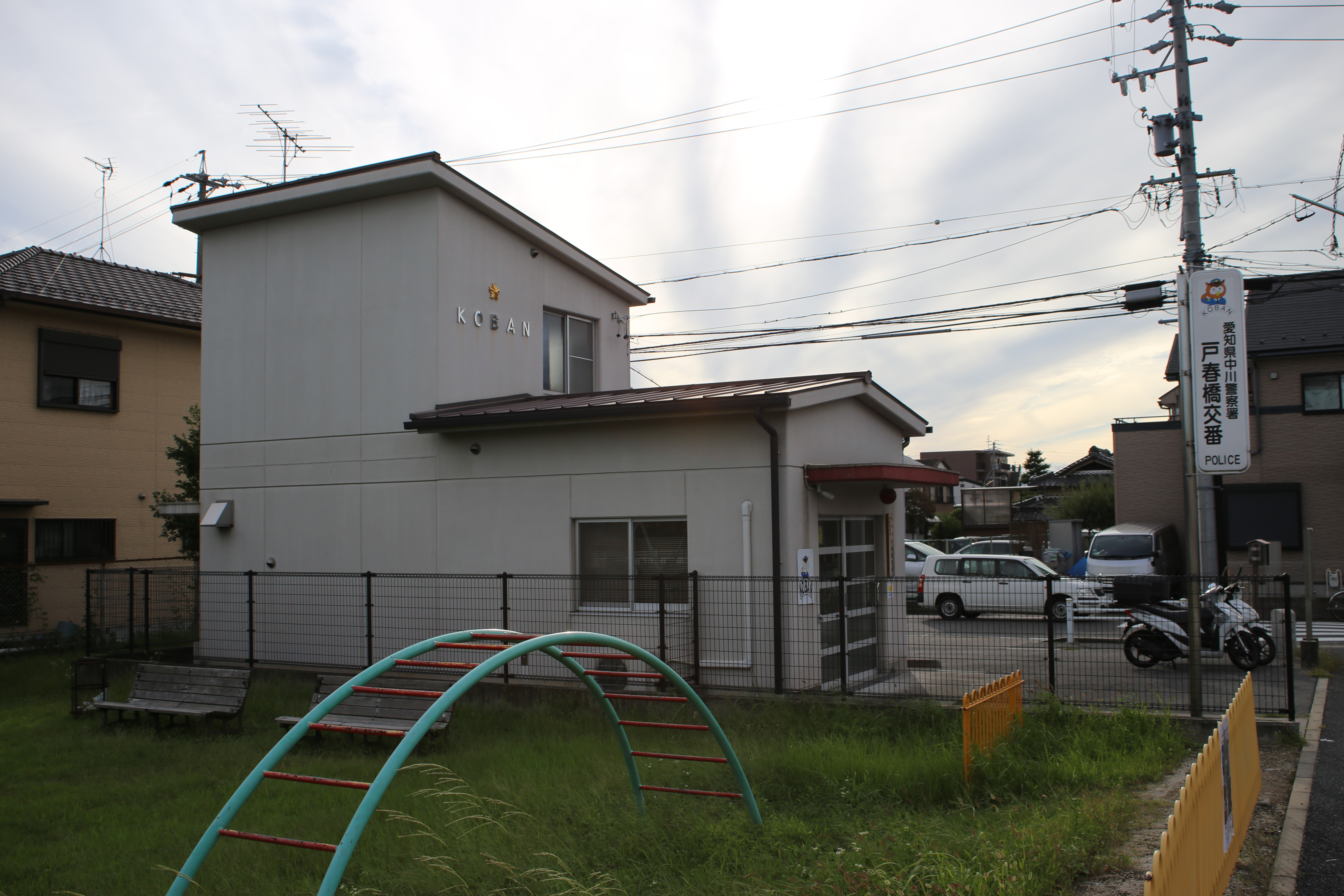
戸春橋交番（2015年9月）

## 駐在所
なし

## 主な未解決事件
- 名古屋妊婦切り裂き殺人事件
- 中川区大当郎地内老夫婦被害強盗殺人事件
- 名古屋市中川区パチンコ製造機器社長殺害事件[WEB 2]

### WEB
1. 1 2 3 4 5 6 7 8 9 10 11 12 13 14  “警察署・交番・駐在所の所在地”.   愛知県警察 (2014年2月3日). 2019年5月28日閲覧。
2. ↑  “パチンコメーカー「高尾」社長が死亡　殺人事件と断定”. 朝日新聞. (2018年10月26日) 2019年5月28日閲覧。

### 書籍
1. 1 2 3  中川区制施行50周年記念誌編集委員会 1987, p. 363.
2. 1 2  中川区制施行50周年記念誌編集委員会 1987, p. 364.
3. ↑  中川区制施行50周年記念誌編集委員会 1987, pp. 363–364.